# 谢甫生
谢甫生（1902年—1985年9月3日），湖北省大悟县人，中国人民解放军开国少将、驻外大使。

## 生平
1922年参加革命，1927年10月加入中国共产党。1933年初至1935年初，在中共上海中央执行局军委任情报交通。 
1939年2月组建八路军冀热察挺进军，任挺进军参谋主任。1941年任晋察冀分局社会部科长。1942年入中央党校学习。
抗日战争胜利后去东北，任东北人民自治军第16军分区参谋长。南满军区兼第三纵队参谋长。军调部东北执行分部中共代表。1948年初任营口起义的暂编第58师改编而成的东北野战军独立第5师政委。后任东北军区政治部保卫部副部长、部长，辽东军区副参谋长。
中华人民共和国建国后，任海军政治部保卫部部长、海军军事检察院检察长。1955年，被授予少将军衔。
1958年，接替何英，担任中华人民共和国驻蒙古大使。1963年，由张灿明接任。1964年任湖北省政协副主席。